# حارة الجمارك (ذمار)
حارة الجمارك هي إحدى حارات مدينة ذمار التابعة لمحافظة ذمار، بلغ تعداد سكانها 4,027 نسمة حسب تعداد اليمن لعام 2004.